# Walckenaeria nigeriensis
Walckenaeria nigeriensis là một loài nhện trong họ Linyphiidae.
Loài này thuộc chi Walckenaeria. Walckenaeria nigeriensis được George Hazelwood Locket & Anthony Russell-Smith miêu tả năm 1980.